# Tricase Calcio 2000-2001
Questa voce raccoglie le informazioni riguardanti il Tricase Calcio nelle competizioni ufficiali della stagione 2000-2001.

## Rosa
| N. |                   | Ruolo | Calciatore            |
| -- | ----------------- | ----- | --------------------- |
| -  | Italia (bandiera) | A     | Alessandro Alessandrì |
| -  | Italia (bandiera) | A     | Nicola Armonia        |
| -  | Italia (bandiera) | D     | Angelo Buono          |
| -  | Italia (bandiera) | C     | Giovanni Colonna      |
| -  | Italia (bandiera) | A     | Roberto Conte         |
| -  | Italia (bandiera) | D     | Savino Daleno         |
| -  | Italia (bandiera) | P     | Massimo De Blasio     |
| -  | Italia (bandiera) | A     | Umberto Del Core      |
| -  | Italia (bandiera) | P     | Leonardo Della Torre  |
| -  | Italia (bandiera) | D     | Berardino Di Muro     |
| -  | Italia (bandiera) | A     | Angelo Fumarola       |
| -  | Italia (bandiera) | C     | Francesco Latartara   |

| N. |                   | Ruolo | Calciatore            |
| -- | ----------------- | ----- | --------------------- |
| -  | Italia (bandiera) | C     | Alessandro Manca      |
| -  | Italia (bandiera) | C     | Andrea Manco          |
| -  | Italia (bandiera) | D     | Davide Mazzotta       |
| -  | Italia (bandiera) | A     | Francesco Perrotta    |
| -  | Italia (bandiera) | C     | Raffaele Quaranta (I) |
| -  | Italia (bandiera) | D     | Fabrizio Maria Russo  |
| -  | Italia (bandiera) | D     | David Sabatini        |
| -  | Italia (bandiera) | D     | Vincenzo Saladino     |
| -  | Italia (bandiera) | C     | Giuseppe Torneo       |
| -  | Italia (bandiera) | A     | Massimiliano Vadacca  |
| -  | Italia (bandiera) | C     | Gaetano Voza          |